# 白いTOKYO
白いTOKYO（しろいとうきょう）は、ZYXの2ndシングル。2003年12月10日にPICCOLO TOWNレーベルから発売された。

## 概要
- 「つんく♂ベスト作品集(上)「シャ乱Q〜モーニング娘。」〜つんく♂芸能生活15周年記念アルバム〜」に収録された。
- 「ハロー!プロジェクトの全曲から集めちゃいました! Vol.2 吉田豪編」に収録された。
- 嗣永桃子のアルバム「嗣永桃子アイドル15周年記念アルバム♡ありがとう おとももち♡」のDISC3に収録された。
- カップリングではココナッツ娘。の「常夏娘」をカバーしている。

## 収録曲
全作詞・作曲：つんく
1. 白いTOKYO
編曲：平田祥一郎
2. 常夏娘(ZYX Ver.)
編曲：田中直
3. 白いTOKYO（Instrumental）

## 参加ミュージシャン
白いTOKYO
- 全ての楽器：平田祥一郎
- コーラス：竹内浩明・つんく

常夏娘(ZYX Ver.)
- 全ての楽器：田中直
- コーラス：竹内浩明

## 関連商品
- シングルV「白いTOKYO」（2003年12月26日発売）